# Nothing Like the Holidays
Nothing Like the Holidays  (Brasil: Nada Melhor que o Natal ) é um filme produzido nos Estados Unidos em 2008, dirigido por Alfredo Rodriguez de Villa.

## Sinopse
È natal e uma família estão em férias. Um dos membros dessa família está retornando para casa em Chicago para celebrar a temporada e rever seu irmão mais novo, que voltou a salvo de um combate aéreo. Os conflitos dessa família são postos a mesa e quando tudo parece perdido a compreensão e o perdão terá uma força muito mais poderosa que eles poderiam imaginar.

## Elenco
- Alfred Molina...Edy Rodriguez
- Elizabeth Peña...Anna Rodriguez
- Freddy Rodríguez...Jesse Rodriguez
- Luis Guzmán...Johnny
- Jay Hernandez...Ozzy
- John Leguizamo...Mauricio Rodriguez
- Debra Messing...Sarah Rodriguez
- Vanessa Ferlito...Roxanna Rodriguez